# Pat Flaherty
George Francis Patrick „Pat“ Flaherty (* 6. Januar 1926 in Glendale, Kalifornien; † 9. April 2002 in Oxnard, Kalifornien) war ein US-amerikanischer Automobilrennfahrer.

## Karriere
Flaherty begann seine Motorsportkarriere mit kleineren Rennen in seiner kalifornischen Heimat, bevor er mit Unterbrechungen zwischen 1949 und 1963 bei 18 Rennen zur AAA/USAC-National-Serie startete, von denen er drei gewann. Sein erfolgreichstes Jahr war 1956, in dem er neben dem Indianapolis 500 1956 auch das Rennen in Milwaukee gewann und den zweiten Platz in der Meisterschaftswertung belegte.
1950 startete er das erste Mal beim Indianapolis 500 und belegte den 10. Platz. Streitereien mit dem amerikanischen Motorsportverband AAA führten dazu, dass er zwei Jahre vom Rennsport ausgeschlossen wurde. 1953–1956 stand er wieder am Start in Indianapolis. Ein schwerer Unfall in Springfield ließ ihn erneut für zwei Jahre pausieren; Ende der 1950er-Jahre kehrte er auf die Rennstrecken zurück. Sein letztes Indianapolis-Rennen war 1959, wo er an vierter Stelle liegend gegen die Mauer krachte.
1961 beendete Flaherty seine Motorsportkarriere und betrieb ein Gasthaus in Chicago. 2002 starb er 76-jährig.

## Statistik

### Grand-Prix-Siege
- 1956  Indianapolis 500 (Indianapolis)

### Indianapolis-500-Ergebnisse
| Jahr | Startnr. | Start | Qual (km/h) | Ergebnis | Runden | Führung | Ausfall                                  |
| ---- | -------- | ----- | ----------- | -------- | ------ | ------- | ---------------------------------------- |
| 1949 | 43       | DNQ   |             |          |        |         |                                          |
| 1950 | 59       | 11    | 208,552     | 10       | 135    | 0       |                                          |
| 1953 | 77       | 24    | 218,304     | 22       | 115    | 0       | Unfall                                   |
| 1954 | 39       | DNQ   |             |          |        |         |                                          |
| 1954 | 89       | DNQ   |             |          |        |         |                                          |
| 1954 | 38       |       |             | 282      | 15     | 0       | fuhr Rathmanns Wagen; Rd. 96–110; Unfall |
| 1955 | 89       | 12    | 225,513     | 10       | 200    | 0       |                                          |
| 1956 | 8        | 1     | 234,283     | 1        | 200    | 127     |                                          |
| 1959 | 64       | 18    | 229,134     | 19       | 162    | 11      | Unfall                                   |

| Legende  | Legende            | Legende                                                          |
| Farbe    | Abkürzung          | Bedeutung                                                        |
| -------- | ------------------ | ---------------------------------------------------------------- |
| Gold     | –                  | Sieg                                                             |
| Silber   | –                  | 2. Platz                                                         |
| Bronze   | –                  | 3. Platz                                                         |
| Grün     | –                  | Platzierung in den Punkten                                       |
| Blau     | –                  | Klassifiziert außerhalb der Punkteränge                          |
| Violett  | DNF                | Rennen nicht beendet (did not finish)                            |
| Violett  | NC                 | nicht klassifiziert (not classified)                             |
| Rot      | DNQ                | nicht qualifiziert (did not qualify)                             |
| Rot      | DNPQ               | in Vorqualifikation gescheitert (did not pre-qualify)            |
| Schwarz  | DSQ                | disqualifiziert (disqualified)                                   |
| Weiß     | DNS                | nicht am Start (did not start)                                   |
| Weiß     | WD                 | zurückgezogen (withdrawn)                                        |
| Hellblau | PO                 | nur am Training teilgenommen (practiced only)                    |
| Hellblau | TD                 | Freitags-Testfahrer (test driver)                                |
| ohne     | DNP                | nicht am Training teilgenommen (did not practice)                |
| ohne     | INJ                | verletzt oder krank (injured)                                    |
| ohne     | EX                 | ausgeschlossen (excluded)                                        |
| ohne     | DNA                | nicht erschienen (did not arrive)                                |
| ohne     | C                  | Rennen abgesagt (cancelled)                                      |
| ohne     | keine WM-Teilnahme |                                                                  |
| sonstige | P/fett             | Pole-Position                                                    |
| sonstige | 1/2/3/4/5/6/7/8    | Punktplatzierung im Sprint-/Qualifikationsrennen                 |
| sonstige | SR/kursiv          | Schnellste Rennrunde                                             |
| sonstige | *                  | nicht im Ziel, aufgrund der zurückgelegten Distanz aber gewertet |
| sonstige | ()                 | Streichresultate                                                 |
| sonstige | unterstrichen      | Führender in der Gesamtwertung                                   |